# Sergej Sergeevič Gagarin
Sergej Sergeevič Gagarin, in russo Сергей Сергеевич Гагарин? (San Pietroburgo, 24 novembre 1795 – Stoccarda, 5 settembre 1852), è stato un politico, impresario teatrale e principe russo.

## Biografia
Nato il 24 novembre 1795 nella nobile e ricca famiglia dei principi Gagarin, era figlio del principe Sergej Sergeevič Gagarin (1745-1798) e della principessa Varvara Nikolaevna Golitsyna (1762-1802). Ancora giovanissimo prese servizio presso il ministero degli affari esteri russo, passando poi a corte come consigliere dell'ufficio delle scuderie imperiali.
Divenne quindi direttore dei teatri imperiali, causa per la quale si impegnò particolarmente per ripristinarne i bilanci: stabilì dei prezzi minimi per ogni spettacolo, rivide la scuola di teatro nazionale e inaugurò il Teatro Alexandrinsky nel 1831.
Secondo la testimonianza di Mikhail Ivanovič Pylyaev, il principe Gagarin era una persona estremamente gentile, nobile d'animo e amichevole nei modi, sebbene avesse un aspetto piuttosto orgoglioso e severo. Allo stesso tempo, alcuni contemporanei si lamentarono della sua irascibilità, tra cui il famoso coreografo Didlo che venne costretto a lasciare il palcoscenico sotto la sua direzione. La salottiera Dorothea von Ficquelmont lo descrisse come una persona arrogante, dal carattere ostile e dalla fisionomia insolente.
Divenne consigliere di stato effettivo ed ottenne il grado di ciambellano.
Dopo che il ministro di corte si rifiutò di aumentare l'importo svincolato dal tesoro per la manutenzione dei teatri, il principe Gagarin si dimise dalla sua carica. Ricoprì le cariche di vicepresidente (1838-1840) e (dal 1849) di presidente dell'ufficio del quartiermastro. 
Morì di cancro il 5 settembre 1852 a Stoccarda e venne sepolto nel vecchio cimitero di Baden-Baden. Successivamente, le sue ceneri furono trasportate a San Pietroburgo e sepolte nuovamente accanto alla moglie all'Ermitage di Sergiev.

## Matrimonio

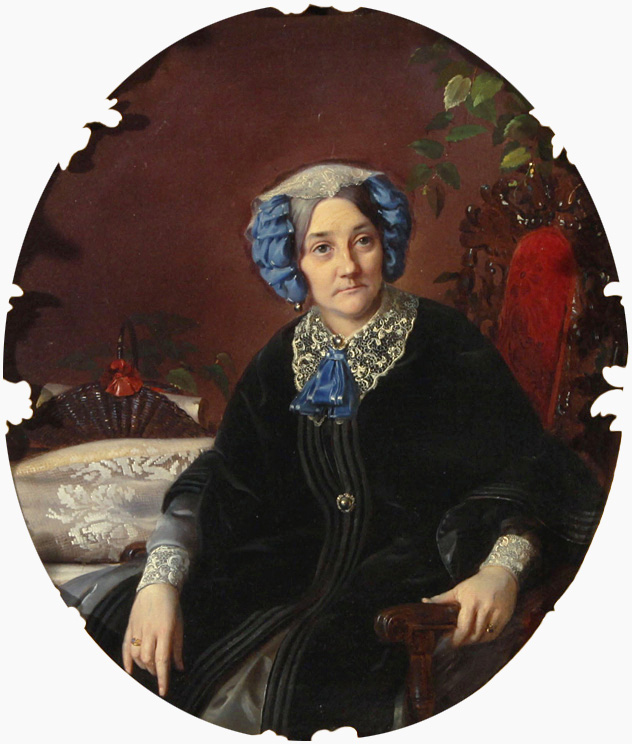
La contessa Isabella Walewska

Sergej Gagarin sposò un'aristocratica polacca, la contessa Isabella Walewska (1800-1886), figliastra del generale Ivan Osipovič de Witt e nipote della famosa salottiera Maria Fëdorovna Lubomirska. La coppia ebbe insieme i seguenti figli:
- Sergej Sergeevič (2 gennaio 1824-1828), figlioccio di Fëdor Petrovič Uvarov e della principessa V. S. Dolgorukova.

V*arvara Sergeevna (10 gennaio 1825-1893), sposò il barone Otto von Plessen, ambasciatore danese in Russia. 
- Aleksandra Sergeevna (1826-1908)
- Olga Sergeevna (1827-25 febbraio 1851), dama di corte, morì di tisi a Vienna.
- Maria Sergeevna (25 marzo 1829-1906), sposò nel 1851 il conte Pyotr Grigorievich Shuvalov, unico figlio del conte Grigorij Petrovič Šuvalov.
- Sofya Sergeevna (17/06/1830-1832), figlioccia di sua sorella Varvara [9] .
- Sergej Sergeevič (1832-1890), membro onorario dell'Accademia delle Arti, conoscitore d'arte e collezionista; sposato con la contessa Vera Fedorovna Palen (1835-1923), figlia di Friedrich von der Pahlen.
- Tatyana Sergeevna (1834-1920), damigella d'onore (1855), visse a Baden-Baden, per molti anni fu capo della comunità ortodossa russa della città, sostituendo in quella posizione sua sorella, moglie del barone von Plessen. Partecipò alla costruzione della Chiesa della Trasfigurazione, dove venne poi sepolta.
- Natalia Sergeevna (183. — 18..)